# Mark Lindsay Chapman
Mark Lindsay Chapman, född 8 september 1954 i London, England, är en brittisk skådespelare. Han har medverkat i ett femtiotal filmer och TV-produktioner.

## Filmografi, urval
- 1988 – Dallas (TV-serie)
- 1989 – Maktkamp på Falcon Crest (TV-serie)
- 1990 – Swamp Thing (TV-serie)
- 1995 – Langoljärerna (TV-serie)
- 1995 – Mord och inga visor (TV-serie)
- 1997 – Titanic
- 2001 – Beethovens fyra
- 2002 – Våra bästa år (TV-serie)